# Ehrenbergellus
Ehrenbergellus es un género de foraminífero planctónico de estatus incierto, aunque considerado perteneciente de la subfamilia Globigerininae, de la familia Globigerinidae, de la superfamilia Globigerinoidea, del suborden Globigerinina y del orden Globigerinida. Su especie tipo era Aristerospira pachyderma. Su rango cronoestratigráfico abarcaba desde el Mioceno hasta el Pleistoceno.

## Descripción
El género Ehrenbergellus no ha tenido mucha difusión entre los especialistas. Ehrenbergellus no fue originalmente descrito y por tanto deber ser considerado nomen nudum e invalidado de acuerdo al Art. 13 del ICZN. Teniendo en cuenta que su especie tipo es considerada una Neogloboquadrina, Ehrenbergellus podría haber sido descrito con las características diagnósticas de aquel género y ser un sinónimo subjetivo posterior. No obstante, podría ser considerado para incluir las especies de Neogloboquadrina con menos cámaras en la última vuelta de espira (3,5 a 4,5) y contorno menos lobulado.

## Paleoecología
Ehrenbergellus, como Neogloboquadrina, incluye especies con un modo de vida planctónico (con simbiontes), de distribución latitudinal subtropical a polar, y habitantes pelágicos de aguas intermedias (medio mesopelágico superior).

## Clasificación
Ehrenbergellus incluía a la siguiente especie:
- Ehrenbergellus pachyderma †